# 太良町立多良小学校
太良町立多良小学校（たらちょうりつ たらしょうがっこう）は佐賀県藤津郡太良町大字多良にある町立小学校。

## 概要
歴史
1873年（明治6年）に創立。数回の改組・改称を経て、現校名になったのは1955年（昭和30年）。2023年（令和5年）に創立150年を迎えた。
校訓
「みつめあい・学びあい・みがきあい」
校章
1955年（昭和30年）制定。中央に校名である「多良小」の文字（縦書き）を置いている。
校歌
1955年（昭和30年）制定。作詞は橋本野酔、作曲は陶山聰による。歌詞は3番まであり、1番の歌詞中に校名の「多良」が登場する。
通学区域
住所表記で「太良町」の後に「大字伊福、大字多良、大字糸岐」が続く地域。
中学校区は太良町立多良中学校。

## 沿革
- 1873年（明治6年） - 「知新小学校」が創立。多良村・糸岐村の児童に教授を行う。
- 1874年（明治7年）- 「多良小学校」と「糸岐小学校」の2校に分離。
- 1880年（明治13年）- 三里分教場を設置。
- 1886年（明治19年）- 小学校令の施行により、尋常科（修業年限4年）を設置の上、以下のように改称。
  - 「尋常多良小学校」・「尋常糸岐小学校」
  - その後、「多良尋常小学校」・「糸岐尋常小学校」に改称（「尋常」の位置が変わる）。
- 1892年（明治25年）1月15日 - 上記2校を統合の上、「多良尋常小学校」とする。現在地に校舎を新築。
- 1899年（明治32年）9月 - 谷頭に中尾分教場を設置。
- 1903年（明治36年）2月 - 三里分教場が分離の上、三里尋常小学校として独立。中山分教場を設置。
- 時期不明 - 高等科を併置の上、「多良尋常高等小学校」に改称。
- 1908年（明治41年）
  - 3月 - 三里尋常小学校を統合の上、再び三里分教場とする。
  - 4月 - 小学校令の改正により、義務教育年限（尋常科の修業年限）が4年から6年に延長されることとなる。
    - 従来の高等科1年を尋常科5年に、高等科2年を尋常科6年に改める。（尋常科の修業年限が4年から6年に）
    - 従来の高等科3年を高等科1年に、高等科4年を高等科1年に改める。（高等科の修業年限が4年から2年に）
- 1926年（大正15年）7月 - 講堂が完成。
- 1941年（昭和16年）4月1日 - 国民学校令により、「多良村国民学校」に改称。尋常科を初等科に改める。
- 1947年（昭和22年）4月1日 - 学制改革（六・三制の実施）が行われる。
  - 多良村国民学校の初等科が「多良村立多良小学校」に改組される。
  - 多良村国民学校の高等科は、青年学校普通科とともに、新制中学校「多良村立多良中学校」に改組される。
- 1951年（昭和26年）7月 - 三里分校の新校舎が完成。
- 1952年（昭和27年）- 学校図書館を設置。
- 1953年（昭和28年）4月1日 - 多良村が町制施行により、多良町となったため、「多良町立多良小学校」に改称。
- 1955年（昭和30年）
  - 2月11日 - 多良町と大浦村の合併により、太良町が発足。
  - 2月12日 - 太良町の発足により、「太良町立多良小学校」（現校名）に改称。
  - 3月1日 - 七浦村の一部（伊福地区）が太良町に編入されたため、鹿島市立七浦小学校から伊福分校が移管される。
  - 9月 - 校歌・校章を制定。
- 1956年（昭和31年）3月 - 2階建て新校舎が完成。
- 1958年（昭和33年）- 牛乳給食を開始。
- 1960年（昭和35年）3月 - 南側2階建て新校舎が完成。
- 1962年（昭和37年）
  - 7月8日 - 前日からの集中豪雨により地滑りが発生し、亀ノ浦地区が被害を受ける。
  - この年 - 中尾分校の新校舎が完成。
- 1964年（昭和39年）3月 - 粉乳給食を開始。
- 1966年（昭和41年）
  - 3月31日 - 鉄筋コンクリート造3階建ての新校舎が完成。伊福分校が閉校[2]。
- 1967年（昭和42年）2月 - 給食センターの完成により、自校調理方式からセンターからの配送方式に変更となる。
- 1968年（昭和43年）
  - 1月 - 給食の粉乳を牛乳に変更する。
  - 4月 - 分校において完全給食を実施。
- 1970年（昭和45年）7月 - プールが完成。
- 1973年（昭和48年）
  - 4月 - 鉄筋コンクリート造2階建ての第二校舎が完成。
  - 11月 - 創立100周年記念式典を挙行。知新小学校跡記念碑を建立。
- 1977年（昭和52年）12月 - 標準服を制定。
- 1981年（昭和56年）
  - 3月31日 - 中山分校が閉校。
  - 4月9日 - 新校舎落成式を挙行。
- 1990年（平成2年）4月1日 - 愛鳥指定校となる。
- 2009年（平成21年）3月31日 - 中尾分校が閉校。
- 2014年（平成26年）
  - 3月31日 - 三里分校が閉校。
  - 11月 - 全教室に電子黒板を設置。
- 2015年（平成27年）
  - 4月1日 - 太良町学校給食無償化が開始。
  - 8月 - 中庭の池を埋め立てる。
- 2016年（平成28年）9月 - 全普通教室にエアコンを設置。タブレット型パソコンを導入。
- 2019年（平成31年）3月 - 学校プール・ソテツ・クスノキを撤去。

## 交通
最寄りの鉄道駅
- JR九州 長崎本線「多良駅」

最寄りのバス停留所
- 祐徳バス 「農協集荷所前」バス停

最寄りの幹線道路
- 佐賀県道252号多良岳公園線
- 佐賀県道232号多良停車場線

## 周辺
- 太良町立多良中学校
- 佐賀西信用組合太良支店